# Batalion

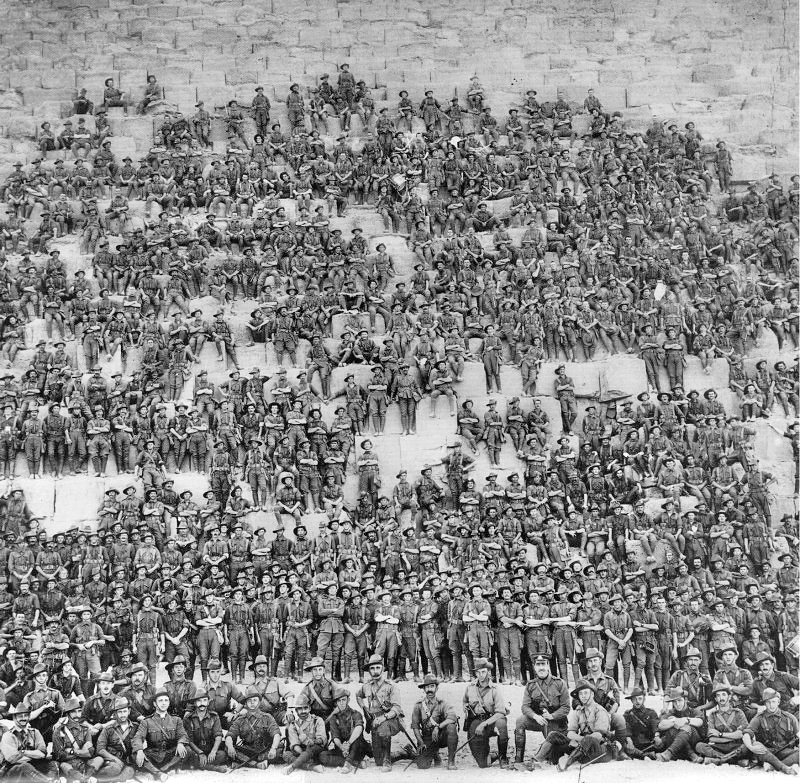
Zdjęcie grupowe żołnierzy australijskiego 11 batalionu 3 brygady piechoty (1915 r.)

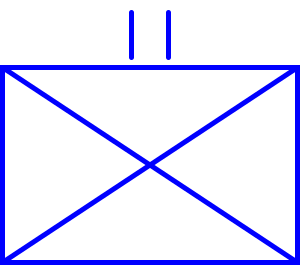
Oznaczenie batalionu piechoty wojsk własnych na mapach NATO

Batalion (dawniej – nazwa skrócona baon) – jednostka organizacyjna wojska (pododdział), mniejsza od pułku – ok. 300–700 żołnierzy (czasem więcej niż 700), składająca się z kilku kompanii.

## Historia
Termin wprowadzony został po raz pierwszy przez Niccolò Machiavellego jako określenie oddziału piechoty, mniejszego od batalii. Od połowy XVI wieku nazwę tę wprowadzono we Francji dla oznaczenia jednostki taktycznej o zmiennej liczbie żołnierzy.
Maurycy Orański, jako wódz naczelny armii holenderskiej, terminem batalion oznaczył jednostkę taktyczną piechoty, podzieloną na 2 dywizjony muszkieterów i 1 dywizjon pikinierów. Jednostka taka składała się z 550 ludzi. Później ten typ jednostki upowszechnił się w innych armiach. Od połowy XVII wieku batalion stał się także jednostką administracyjną wojska, liczącą około 1000 żołnierzy.
W Polsce batalion jako jednostka taktyczna pojawił się w 1705 roku w ramach reformy wojsk, przeprowadzanych przez króla Augusta Mocnego na wzór wojsk saskich, i wchodził w skład regimentu piechoty. W tym okresie batalion saski liczył 760 żołnierzy – 10 do 11 ludzi w sztabie i 5 kompanii po 150 żołnierzy.
W okresie wojny siedmioletniej w wojskach Prus, Austrii i Rosji ukształtował się batalion jako jednostka taktyczna, licząca 1000 żołnierzy, dzieląca się administracyjnie na 6 kompanii. Pod względem taktycznym dzieliła się ona na 2 skrzydła, 4 dywizjony i 8 plutonów. Do takiego batalionu przydzielano zazwyczaj od 3 do 5 dział. W Prusach oprócz jednostek piechoty liniowej, liczących 1000 żołnierzy, istniały również bataliony strzelców, liczące 400 ludzi.
We Francji w okresie rewolucji francuskiej ukształtował się batalion liczący 800 żołnierzy podzielony na 9 kompanii. W 1808 w ramach reformy wojsk francuskich batalion stał się jednostką składającą się z 6 kompanii (4 kompanii fizylierów, 1 kompanii grenadierów i 1 kompanii woltyżerów). Każda z nich liczyła po 140 żołnierzy.
W czasie wojny krymskiej batalion został ostatecznie ukształtowany jako jednostka piechoty, składająca się z 4 kompanii po 200–250 żołnierzy. Taka forma utrzymała się do I wojny światowej, gdy w skład batalionów zaczęto wprowadzać pododdziały wsparcia. Zjawisko to nasiliło się zwłaszcza w trakcie II wojny światowej, gdy do batalionów piechoty wprowadzano pododdziały dział przeciwpancernych, moździerzy, łączności, zaopatrzenia.
Po I wojnie światowej rozpoczął się proces różnicowania wojsk i obok batalionów piechoty zaczęły powstawać wyspecjalizowane typy batalionów. Proces ten postępował wraz z rozwojem techniki wojskowej. W ten sposób powstały bataliony piechoty zmotoryzowanej, piechoty morskiej, saperów, łączności, czołgów, dział pancernych, medyczne i szereg innych, wyspecjalizowanych do wykonywania konkretnych działań na polu walki lub w zabezpieczeniu takich działań. W okresie międzywojennym w Armii Czerwonej batalion piechoty składał się z trzech kompanii piechoty i jednej kompanii ciężkich karabinów maszynowych.
Obecnie batalion jest jednostką taktyczną (pododdział), składający się z kilku (3-6) kompanii i mniejszych pododdziałów zabezpieczenia. W wojskach NATO i USA batalion zazwyczaj wchodzi w skład brygady, w armii rosyjskiej (i w armiach państw, niegdyś tworzących Układ Warszawski) zazwyczaj wchodzi (wchodził) w skład pułku. W jednostkach artylerii i kawalerii odpowiednikiem batalionu jest w szeregu armii dywizjon.
Batalion zazwyczaj składa się z dowództwa, sztabu z pododdziałem dowodzenia (zazwyczaj pluton lub kompania dowodzenia), kilku kompanii zasadniczego dla danego batalionu rodzaju wojsk, czasem dodatkowo kompanii innego rodzaju wojsk (np. w batalionie zmechanizowanym mogą być 3 kompanie zmechanizowane i 1 bateria moździerzy) i pododdziałów zabezpieczających wykonanie zadań batalionu (np. saperzy, artyleria przeciwpancerna, artyleria przeciwlotnicza). Obecnie w Siłach Zbrojnych Rzeczypospolitej Polskiej bataliony występują w ramach brygady lub pułku (są wtedy pododdziałami) albo jako bataliony samodzielne (są wtedy oddzielnymi jednostkami wojskowymi). Etatowym dowódcą batalionu (dywizjonu) w SZ RP jest oficer starszy w stopniu podpułkownika.

### Polska
W 1711 roku chorąży wielki koronny, książę Aleksander Jan Jabłonowski, utworzył batalion składający się z 4 kompanii. Sztab tego batalionu składał się z pułkownika (był nim sam książę), oberlejtnanta, regiments-kwatermistrza, adiutanta i dobosza.
W latach 1716–1717 utworzono w Polsce dwubatalionowy regiment gwardii pieszej koronnej. W tym okresie bataliony polskie nie miały jeszcze ustalonego składu – były to jednostki pośrednie między kompanią a regimentem. W Polsce sejm decydował o organizacji wojska, więc i skład batalionu zależał od decyzji posłów. Na sejmie w 1717 roku uchwalono utworzenie 6 regimentów piechoty i 2 kompanii piechoty węgierskiej. Bataliony gwardii pieszej składały się ze sztabu i 12 kompanii po 79 żołnierzy (razem z oficerami) – łącznie 948 żołnierzy. Pozostałe bataliony dzieliły się na 8 kompanii. Batalion w rozwiniętym szyku dzielił się na 4 dywizjony, 8 półdywizjonów i 16 cugów, czyli plutonów. Batalion w obliczu nacierającej jazdy formował się w czworobok – określano go wtedy nazwą karre-batalion.
W 1726 utworzono batalion łanowy złożony z 6 kompanii. Na sejmie konwokacyjnym w 1764 roku uchwalono utworzenie samodzielnego batalionu piechoty skarbowej. W latach 1775–1776 uchwalono utworzenie nowych regimentów, a wraz z nimi nowych batalionów. Na Sejmie Wielkim w 1789 roku uchwalono, że regimenty, poza gwardią pieszą, mają się składać z 3 batalionów, a każdy batalion ma posiadać 8 kompanii. Uchwały tej nie zrealizowano z powodów finansowych – jedynie w 1792 roku utworzono 3-batalionowy regiment Jana Augusta Cichockiego, a obok tego trzy samodzielne bataliony piechoty ochotników zwane frajkorami (freycorps) dowodzone przez Rottenburga, Süssmülcha i Trembickiego. W 1792 roku piechota koronna liczyła 36 batalionów.
Także w 1794, czyli w warunkach Powstania Kościuszkowskiego, Rzeczpospolita tworzyła samodzielne bataliony piechoty. W wojsku koronnym były to następujące bataliony: 1) stężycki (milicja sandomierska) – pułkownika Ignacego Boskiego, 2) strzelców (municypalny) – pułkownika Jana Czyża, 3) strzelców celnych – pułkownika Stanisława Dembowskiego, 4) milicji chełmskiej – podpułkownika Jana Hemlinga, 5) radomski (milicja sandomierska) – pułkownika Michała Januszkiewicza, 6) milicji kujawskiej – majora Rafała Mierzyńskiego, 7) strzelców – pułkownika Antoniego Ossowskiego, 8) municypalny warszawski (wolonterów), pułkownika Jana Rafałowicza i 9) grenadierów (kosynierów) sandomierskich. W wojsku litewskim w 1794 utworzono bataliony: 1) kosynierów – Daukszy, 2) strzelców – Grabińskiego, 3) powiatu Kowieńskiego i 4) Brzeskolitewski pułkownika Kuleszy.
Legia włoska, według dekretu formacyjnego, miała posiadać 4 bataliony, a każdy z nich miał mieć 10 kompanii po 123. żołnierzy każda.
W 1799 roku podniesiono liczbę batalionów w legii do siedmiu, jednak druga legia nadreńska składała się z czterech batalionów. Sztab batalionu składał się z dowódcy, majora, kapitana, adiutanta, kwatermistrza i chirurga starszego. Dodatkowo w skład każdego batalionu wchodził jeszcze jeden adiutant, tambor-mażor oraz 20 saperów z sierżantem. W latach 1806–1808 legia północna miała 4 bataliony. W okresie Księstwa Warszawskiego w 1807 roku zarządzono, by każdy pułk składał się z 3. batalionów, przy czym każdy z batalionów liczył 1130 żołnierzy. W 1813 roku batalion polskiej gwardii dowodzony przez pułkownika Stanisława Kurcjusza liczył 600. żołnierzy, który został wcielony został do gwardii cesarskiej Napoleona I. Później liczył 700. żołnierzy. W latach 1815–1830 tworzono pułki piechoty liniowej i strzelców pieszych dwubatalionowe, potem trzybatalionowe. Utworzono także bataliony samodzielne: 1) strzelców celnych podlaskich, 2) krakowskich, 3) sandomierskich i 4) wolnych strzelców.

## Struktura w Siłach Zbrojnych RP

### 1. Bataliony zmechanizowane
W batalionach zmechanizowanych:
- kompania dowodzenia
- 1 kompania zmechanizowana
- 2 kompania zmechanizowana
- 3 kompania zmechanizowana
- 4 kompania zmechanizowana
- kompania wsparcia
- kompania logistyczna

### 2. Bataliony czołgów
W batalionach czołgów:
- kompania dowodzenia
- 1 kompania czołgów
- 2 kompania czołgów
- 3 kompania czołgów
- 4 kompania czołgów
- kompania logistyczna

### 3. Bataliony dowodzenia
W batalionach dowodzenia podporządkowanych brygadom:
- 1. kompania dowodzenia
- 2. kompania dowodzenia
- kompania logistyczna
- pluton chemiczny
- zespół wsparcia teleinformatycznego (nie zawsze występuje)
- kompania rozpoznawcza (nie zawsze występuje)

W batalionach dowodzenia podporządkowanych dywizjom:
- 1. kompania łączności
- 2. kompania łączności
- kompania ochrony i regulacji ruchu
- kompania węzłów bazowych
- kompania logistyczna

W batalionie dowodzenia w 25. Brygadzie Kawalerii Powietrznej:
- kompania łączności
- kompania rozpoznawcza,
- kompania saperów
- kompania ochrony i regulacji ruchu
- bateria przeciwlotnicza
- pluton chemiczny

W batalionie dowodzenia w 6. Brygadzie Powietrznodesantowej:
- kompania dowodzenia „A”
- kompania dowodzenia „B”
- kompania rozpoznawcza
- kompania saperów
- kompania ochrony i regulacji ruchu
- kompania logistyczna
- bateria przeciwlotnicza
- pluton chemiczny
- zespół zabezpieczenia medycznego

### 4. Bataliony logistyczne
W batalionach logistycznych podporządkowanych brygadom kawalerii pancernej:
- pluton dowodzenia i zabezpieczenia
- kompania zaopatrzenia
- kompania remontowa

W batalionach logistycznych podporządkowanych 25. Brygadzie Kawalerii Powietrznej oraz brygadom zmechanizowanym:
- pluton dowodzenia
- kompania zaopatrzenia
- kompania remontowa
- zespół zabezpieczenia medycznego

W batalionie logistycznym podporządkowanym 6. Brygadzie Powietrznodesantowej:
- pluton dowodzenia
- kompania zaopatrzenia
- kompania remontowa
- kompania zabezpieczenia desantowania

W batalionach logistycznych podporządkowanych brygadom logistycznym (1. Bryg. Log. i 10. Bryg. Log.):
- pluton dowodzenia
- kompania zabezpieczenia
- kompania logistyczna
- kompania techniczna

### 5. Bataliony saperów
W batalionach saperów:
- pluton dowodzenia
- kompania saperów
- patrol rozminowania